# Pietro Magni (football)
Pour l’article homonyme, voir Pietro Magni.
Pour les articles homonymes, voir Magni (homonymie).
Pietro Magni (né le 20 mars 1919 à Robbiate dans la province de Lecco en Lombardie et mort le 24 septembre 1992) est un joueur devenu par la suite entraîneur de football italien.

## Biographie

### Joueur
Il commence sa carrière dans le club de l'Associazione Sportiva Varèse 1910 avant de rejoindre l'Associazione Calcio Liguria. 
Il est surtout connu lorsqu'il évolue ensuite pendant six saisons pour l'équipe piémontaise de la Juventus. À Turin, il joue son premier match le 19 septembre 1942 lors d'une victoire 6-1 contre Mater Roma en coupe.
Il poursuit ensuite sa carrière pour les clubs de l'Associazione Sportiva Lucchese Libertas 1905 et du Genoa CFC, et la termine enfin en tant qu'entraîneur-joueur pour les équipes de l'Lecce puis à l'Cesena.

#### Anecdote
Lors de la saison de Serie A 1942-1943, Magni joue un match en tant que gardien de but lors de la rencontre de la 11e journée contre Triestina (avec un score final 1-1 le 13 décembre 1942),   le contexte de seconde guerre mondiale privant l'équipe de son gardien habituel. Il est connu pour être à ce jour le seul italien à avoir occupé les 11 postes d'une équipe de football.

### Entraîneur
Après une période d'entraîneur-joueur, il entame par la suite une véritable carrière à la tête de clubs italiens. 
Il s'occupe tout d'abord en 1958 de l'Aurora Pro Patria 1919, avant de rejoindre quatre ans plus tard le club des Pouilles de l'Associazione Sportiva Bari. 
Il continue ensuite sa carrière pour l'Associazione Sportiva Varèse 1910 ainsi que l'Associazione Calcio Pavia, puis la termine au Salernitana Calcio 1919.

## Palmarès
Juventus
- Championnat d'Italie :
  - Vice-champion : 1945-46 et 1946-47.